# Kabanowka (rejon kurczatowski)
Kabanowka (ros. Кабановка) – wieś (ros. деревня, trb. dieriewnia) w zachodniej Rosji, w sielsowiecie makarowskim rejonu kurczatowskiego w obwodzie kurskim.

## Geografia
Miejscowość położona jest w dorzeczu Sejmu, 2,5 km od centrum administracyjnego sielsowietu makarowskiego (Makarowka), 11 km od centrum administracyjnego rejonu (Kurczatow), 46,5 km od Kurska.
W granicach miejscowości znajduje się 46 posesji.

## Demografia
W 2010 r. miejscowość zamieszkiwało 27 osób.